# Petrus Christus
Pour les articles homonymes, voir Christus.

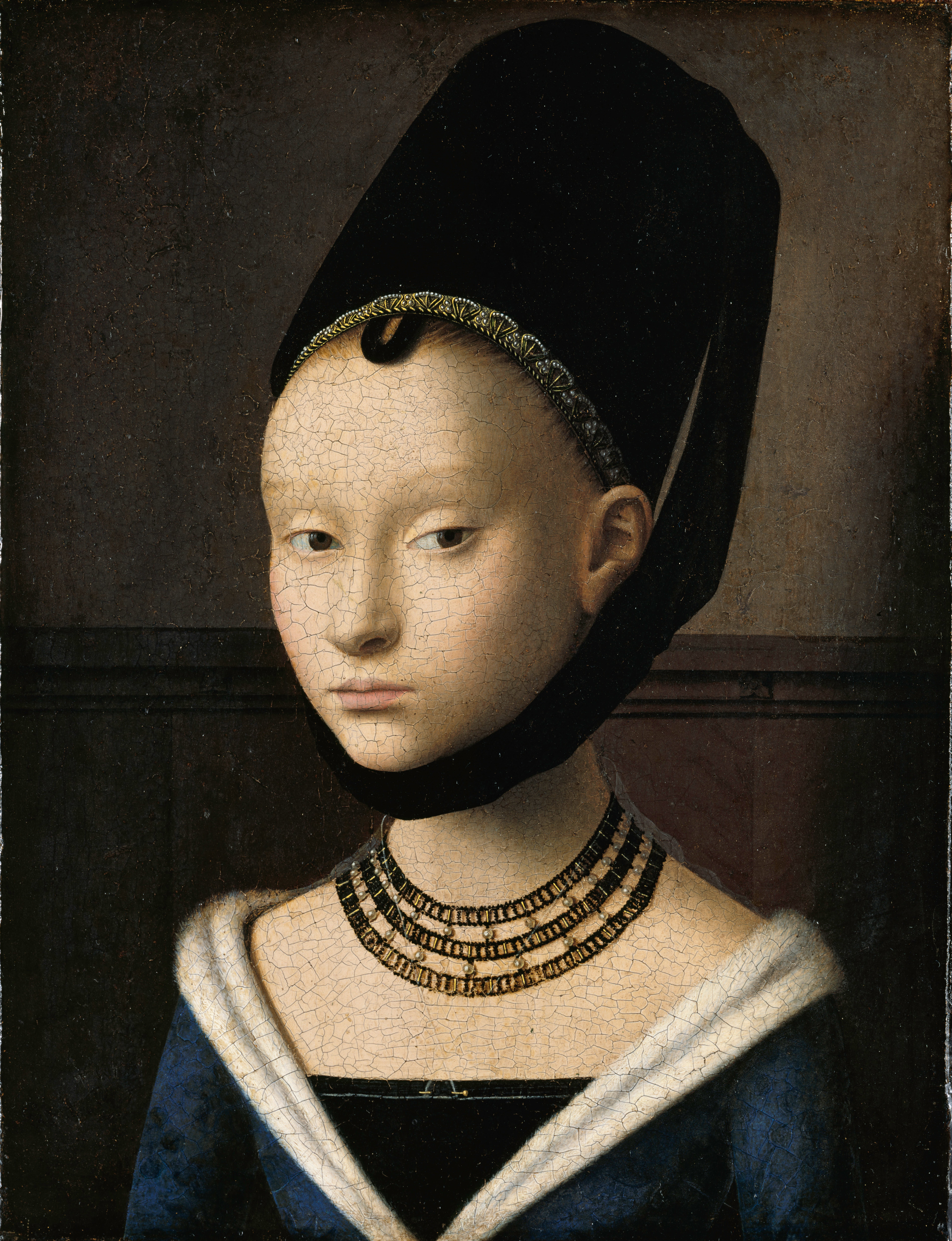
Portrait d'une jeune fille, huile sur chêne, (29 × 22.5 cm), Gemäldegalerie, Berlin.

Petrus Christus est un peintre flamand. Il est né à Baerle-Duc dans le duché de Brabant (près de Breda, dans l'actuelle Belgique) à une date inconnue et est mort entre le 2 septembre 1475 et le 13 mars 1476 à Bruges. Petrus Christus fait partie de la famille des peintres primitifs flamands. Historiquement et stylistiquement, il se place après Robert Campin, Jan Van Eyck ou Rogier van der Weyden, et avant Hans Memling.

## Biographie
Le premier document connu concernant Petrus Christus est son enregistrement, le 6 juillet 1444, comme bourgeois de la ville de Bruges. Le registre des bourgeois (Poorterboeken) note qu'il est natif de Baerle-Duc et qu'il a acheté son droit de bourgeoisie ce jour, par l’entremise d'un certain Joos vander Donc, « afin d'être peintre ». Il paye la taxe, de trois livres parisis. Pour être peintre à Bruges, il fallait d'abord être bourgeois, et le droit de bourgeoisie pouvait s'acquérir de trois manières : épouser une « bourgeoise », avoir vécu à Bruges depuis un an et un jour, ou acheter ce droit.
Le nom de famille plutôt rare de « Christus » était assez usité dans la région de Breda, à proximité de l’actuelle frontière belgo-néerlandaise,. Une famille patricienne « Cristus » est mentionnée plusieurs fois à Breda. Il est plausible que Petrus Christus ait eu plus de vingt et moins de trente-cinq ans quand il s'inscrit à la guilde des peintres, ce qui fait une date de naissance entre 1410 et 1425. Le Louvre donne une fourchette plus serrée, 1415-1420, le Larousse indique vers 1420.

### Formation et influences
Son père Pierre aurait pu être son maître.
Influencé par les peintres flamands, van Eyck et Van der Weyden, il reprend leur goût pour la précision réaliste et y ajoute le rendu de la perspective; on a longtemps supposé qu'il reçut sa formation chez Jan van Eyck, mais les dates ne concordent pas : Van Eyck est décédé en 1441, et Petrus Christus n'est actif à Bruges qu'à partir de 1444. Il aurait par contre achevé certains de ses tableaux. « Pietro Christa » est mentionné dans les « Vite » de Giorgio Vasari comme un élève de Jan van Eyck.

### Carrière
Il devient citoyen de la ville de Bruges le 7 juillet 1444 et est membre de la guilde des peintres de Bruges jusqu'à sa mort. Contrairement à Jan van Eyck qui était au service des ducs de Bourgogne, Christus trouve sa clientèle parmi la bourgeoisie et les marchands étrangers fortunés qui habitaient Bruges, comme après lui Memling p. ex. Le contexte économique y est favorable.
Après des années de guerre, Bruges fait allégeance en 1440 à Philippe le Bon, et pendant quarante ans, Bruges devient un centre administratif, commercial et financier qui crée un climat favorable pour la production et la consommation de produits de luxe de d’art en Flandre. Bruges est résidence ducale, et les marchands étrangers sont présents en nombre, la ligue hanséatique, des marchands anglais, des catalans, portugais, espagnols et surtout les italiens qui possédaient quatre « logge » (quartiers), Gènes, Florence, Venise et Luques. La banque florentine des Médicis avait sa plus forte représentation étrangère à Bruges. Pendant le XVe siècle, environ un tiers des membres de la corporation des peintres étaient des immigrants qui venaient de la région de Bourgogne ou au-delà : Jan van Eyck, Petrus Christus, Hans Memling, Gerard David, Willem Vrelant, puis Philippe de Mazerolles et Loyset Liédet . La plupart des membres de la guilde des peintres travaillaient à des activités de décoration, souvent au service des institutions locales. Les bâtiments public se couvraient de peintures polychrome ou dorée, les statues et les fontaines, les armoiries et autre motifs héraldiques, bannières, drapeaux, et pennons étaient œuvres courantes des peintres, réalisées souvent à l’occasion de festivités ou de cérémonies officielles.
En 1462, Petrus Christus devient membre, avec sa femme, la Confrérie Notre-Dame de l'Arbre Sec, une confrérie religieuse dédiée au culte de la Vierge Marie.
Le nom de Christus se trouve dans les registres des contributions à la confrérie de l’Arbre Sec à partir de 1467-1468. Cette organisation pieuse importante est fondée avant 1450 par la corporation de tailleurs. Elle possède sa propre chapelle, dans le chœur, au nord de la chapelle des tanneurs dans l’église de l’ordre des Franciscains mineurs. Elle comptait des centaines de membres. Des membres de la cour, dont Charles le Bon et sa mère Isabelle de Portugal en font partie, ainsi que d’autres aristocrates. Cette fraternité joue donc un rôle social de premier plan. Elle compte parmi ses membres artistes Christus, Memling, Wellem Vrelant et Pierre Coustain. La confrérie continue d'exister pendant longtemps encore.
Christus a joué un rôle social important. Il apparaît comme représentant légal de la corporation des peintres à plusieurs occasions, lors de signature de contrats notamment ou de cérémonies officielles; il est mentionné comme « elder » soit ancien de la corporation. Il apparaît pour la dernière fois dans cette fonction en 1472.
Petrus Christus est mort entre septembre 1475 et mars 1476. Plus précisément, les comptes des diverses confréries permettent de situer la mort de Petrus Christus entre le 2 septembre 1475 et le 13 mars 1476. Comme son fils Bastien devient franc maître de la corporation des imagiers le 13 mars 1476 et reprend alors probablement l'atelier de son père, on peut conclure que Petrus Christus est mort avant le 13 mars 1476.

### Portée et postérité

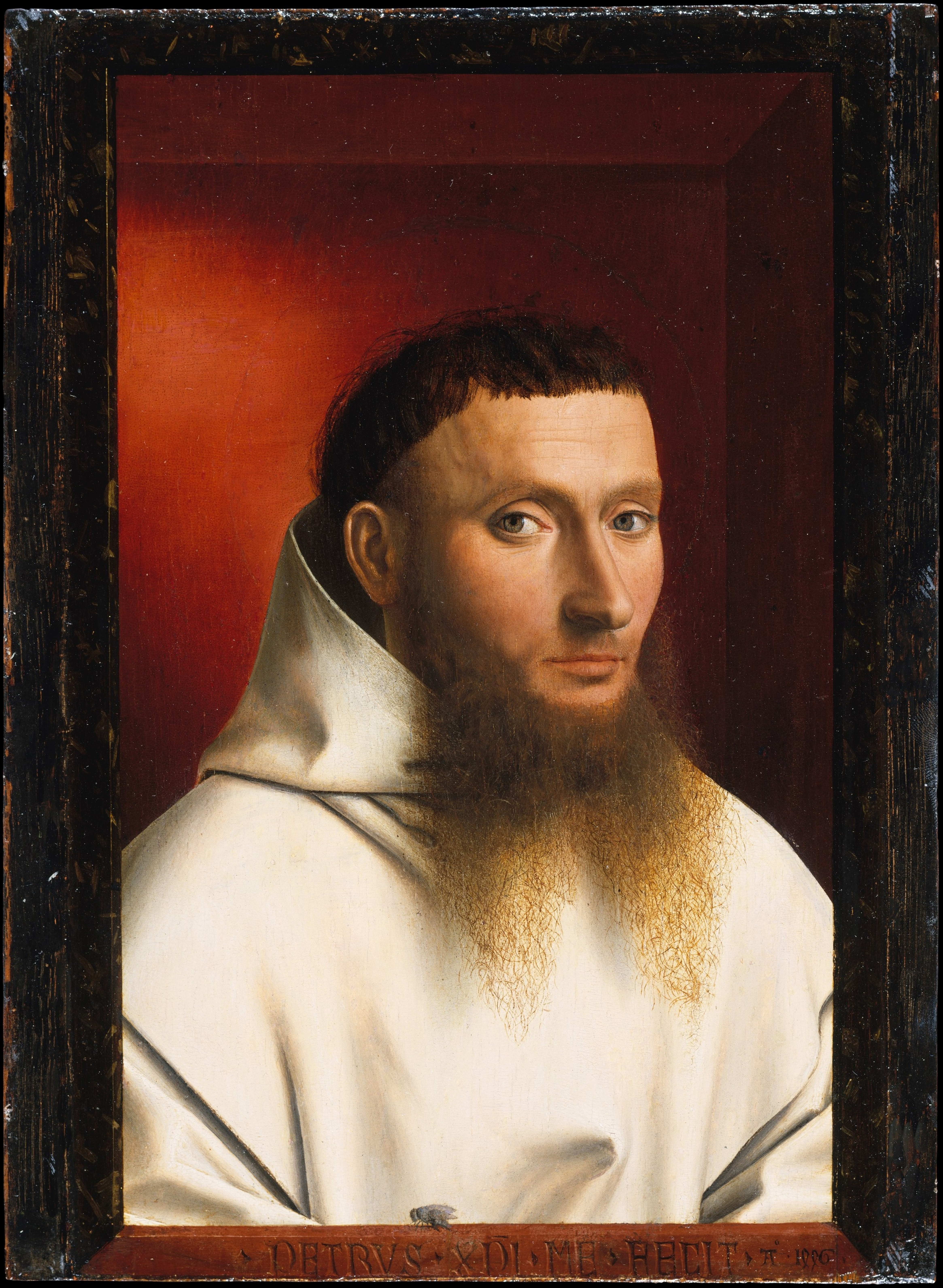
Portrait d'un Chartreux, 1446.

L’œuvre connue de Christus est relativement petite pour une carrière qui couvre trois décennies : environ 30 peintures, cinq dessins et une page enluminée lui sont attribués, mais un nombre plutôt important - neuf peintures - sont signées, et sept signatures contiennent des informations fiables.
Les signatures de Christus contiennent des allusions au modèle dont elles dérivent, et réfèrent parfois ouvertement à une œuvre de van Eyck, comme la signature du Portrait d'un Chartreux qui prend exemple sur L'Homme au turban rouge de van Eyck. Le Diptyque de la Crucifixion et du Jugement dernier de van Eyck au Metropolitan Museum of Art sert de modèle aux deux volets, L'Annonciation et la Nativité et Le Jugement dernier de la Gemäldegalerie de Berlin de Christus sur le même thème, y compris la signature.
Un trait caractéristique de l’œuvre de Petrus est la différence dans le traitement et l’exécution entre œuvres et petites et de grandes dimensions. Les petites peintures sont rendues à la manière raffinée d’un miniaturiste, alors que ceux de grande taille sont peintes en larges couches. L’effet de bijouterie et le sens de l’animation que l’on trouve dans les petits tableaux deviennent moins apparents dans les (33-34) œuvres monumentales, ce qui conduit Max J. Freidländer à les caractériser comme composées de personnages raides, conçus géométriquement, comme « fabriqués sur un tour ». Une étude précise montre une ressemblance remarquable avec la technique et le traitement des enluminures de manuscrits, par exemple, le modelé des tons des chairs est obtenu par des traits de pinceau extrêmement fins ajoutés à un dessin de fond qui est en général une simple couleur de ton rose. Les miniatures de la Trinité des Heures de Turin-Milan attribuées au cercle de van Eyck montrent la même technique.
Petrus Christus n’a pas eu une grande activité de portraitiste, contrairement à Jan van Eyck ou à Hans Memling qui l’ont précédé et suivi respectivement à Bruges. Ceux qui subsistent sont consistants dans leur physionomie et des fois si semblables (comme les portraits d’homme de Londres et Los Angeles) qu’ils ont pu être considérés comme des images du même homme à des moments différents de sa vie. Quant aux conventions concernant la position et l’éclairage, les portraits sont divers et innovateurs. Même si Christus conserve la position trois quarts traditionnelle, il exprime l'interaction avec l’environnement (vue des intérieurs cadrée de près, intérieurs suggérés, vue combinée intérieur-extérieur, ou plus traditionnellement fond noir), et il utilise à la fois un éclairage de proximité ou lointain. Il se démarque ainsi du type invariable des portraits de van Eyck - vue de trois quarts tourné vers la gauche, éclairé de la gauche, sur fond sombre.
En 1476, son fils Bastien (ou Bastyaen) devint peintre à son tour. Le petit-fils de Petrus Christus, aussi prénommé « Petrus », reprend à sa suite l'atelier de son père le 5 mai 1500.
La réputation de Petrus Christus s'efface rapidement après sa mort dans le Nord. En Italie par contre, elle persiste : Pietro Summonte par exemple en parle comme d'un « pictor famoso in Fiandra ». Lodovico Guicciardini, en 1567, cite Petrus dans sa Description de l'ensemble des Pays-Bas augmentée de la Germanie inférieure, et Giorgio Vasari dans la seconde édition des Vite. La redécouverte de Petrus Christus à l’époque moderne revient à Gustav Friedrich Waagen, conservateur en chef de la Gemäldegalerie de Berlin au début du XIXe siècle, et à Johann David Passavant, peintre allemand contemporain de Waagen et amateur d'art reconnu.

## Œuvres (sélection)

### Panneaux
Metropolitan Museum of Art, New York
- L'Annonciation Friedsam (v. 1450), collection Friedsam, don de Michael Friedsam,
- Lamentation (v. 1450), Collection Marquand, don de Henry G. Marquand,
- Un Orfèvre dans son atelier, peut-être saint Éloi (1449), Collection Robert Lehman, 1975
- Portrait d'un Chartreux (1446), collection Jules Bache
- Tête du Christ, legs de Lillian S. Timken

National Gallery of Art, Washington
- La Nativité (v.1450),

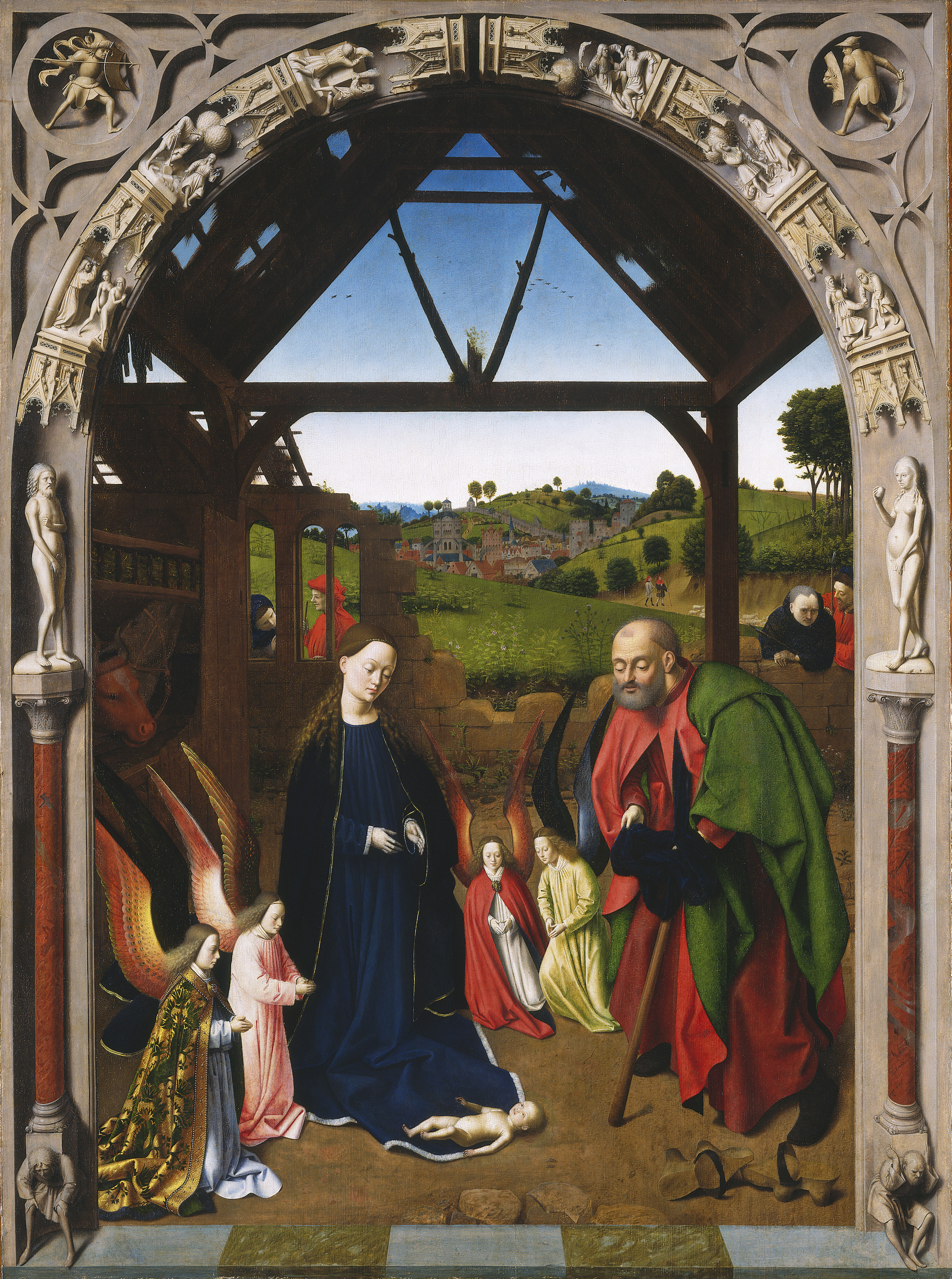
La Nativité.

- Portrait d'un donateur (v. 1455), collection Samuel H. Kress, 1961
- Portrait d'une donatrice (v. 1455), collection Samuel H. Kress, 1961

National Gallery, Londres
- Édouard Grymeston (1446), dépôt de la collection du comte de Verulam, Corhambury
- Portrait d'un jeune homme (v. 1450-1460), legs Salting, 1910

Musées royaux des beaux-arts de Belgique, Bruxelles
- La Lamentation (v.1455-1460)

Groeningemuseum, Bruges
- Isabelle de Portugal avec sainte Élisabeth (v. 1457-1460)

Gemäldegalerie, Berlin
- L'Annonciation et la Nativité et Le Jugement dernier (v. 1452)
- Portrait d'une jeune fille (v. 1470)

Birmingham Museum and Art Gallery
- L'Homme de douleurs (v. 1444-1446)

### Dessin
Städel, Francfort-sur-le-Main
- L'Homme au faucon (vers 1445-1450)

### Petrus Christus enlumineur

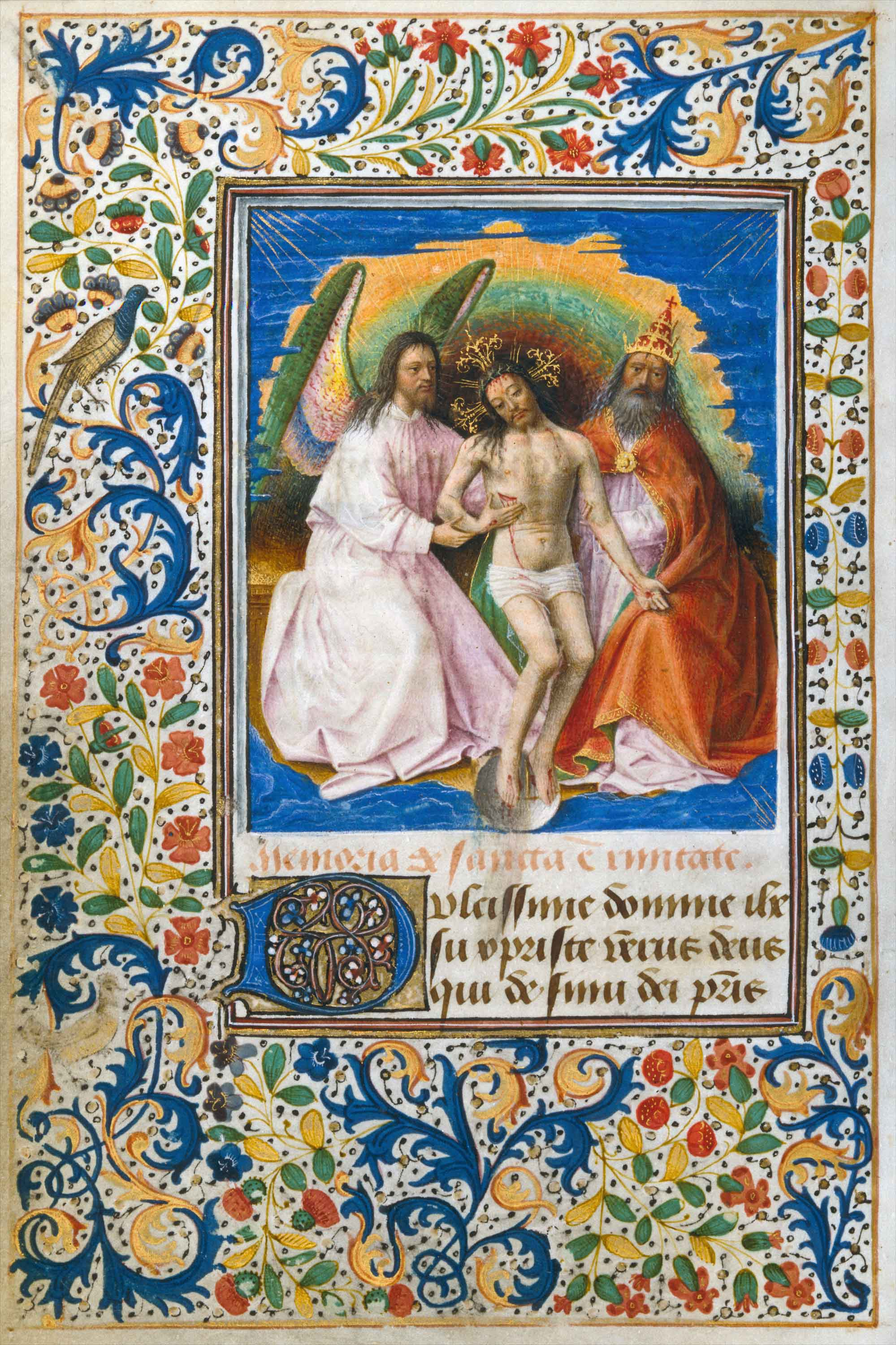
La Trinité des Heures de Paul van Overtvelt.

L'activité de Petrus Christus en tant qu'enlumineur est attesté au début de sa carrière à Bruges. Une seule miniature lui est attribuée par les historiens de l'art. Il s'agit de la Trinité peinte dans le livre d'heures de Paul van Overtvelt actuellement conservé à la Bibliothèque royale de Belgique (Ms. IV 95, f.155v.) et décoré en collaboration avec le Maître de l'Alexandre de Wauquelin. La figure des personnages rappelle ceux des panneaux de Petrus Christus, tel que L'Homme de douleur de Birmingham. On y retrouve des couleurs caractéristiques de sa palette tels que le vert citron et l'orange-rouge dans le manteau de Dieu et dans l'auréole derrière lui. Caractéristique est aussi l'usage du rose pour le rendu réaliste des carnation ainsi que le dessins sous-jacent pour le rendu des drapés.